# 阿曼多·裴拉查

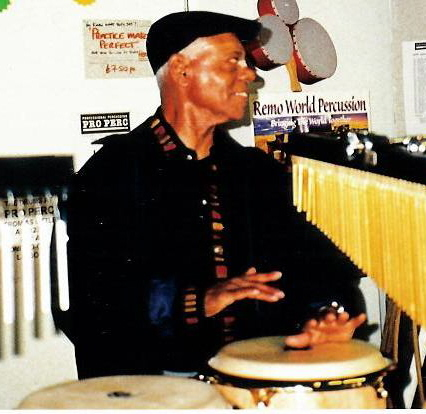
1999年的阿曼多·裴拉查

阿曼多·裴拉查（西班牙語：Armando Peraza，1924年5月30日—2014年4月14日），是一名古巴裔美国拉丁爵士打击乐手。1950年代他开始投身音乐行业。
他与大量专业艺术家合作过，比如佩雷斯·普拉多、喬治·舍齡、查利·帕克、卡尔·特亚得、卡洛斯·山塔那。
2014年4月14日，他因肺炎死于加州旧金山，享年89岁。